# Iglesia de San Pablo y San Luis (París)
La iglesia de San Pablo-San Luis (en francés: église Saint-Paul Saint-Louis) de París, anteriormente conocida como iglesia San Luis de los Jesuitas (église Saint-Louis-des-Jésuites) situada en el barrio de Le Marais (IV Distrito) es un edificio religioso construido en el siglo XVII por los arquitectos jesuitas Étienne Martellange y François Derand, por orden de Louis XIII. Ubicada en la rue Saint-Antoine la iglesia es adyacente al lycée Charlemagne, antigua casa profesa de los jesuitas en París.
El 10 de febrero de 1887, la iglesia fue clasificada al título de monumento histórico.
Se puede acceder al sitio por la estación de metro de Saint-Paul.

## Historia
La doble titularidad de la iglesia de San Pablo-San Luis es heredada desde la época de la Revolución francesa.
La parroquia de San Pablo, primer edificio de Le Marais desde la fundación de la antigua capilla de 632 y después parroquia en 1125, fue derribada en 1797 tras la Revolución. En 1802 Napoleón I organizó de nuevo el culto católico. El pragmático cardenal Belloy Morangle aceptó los términos del emperador y la iglesia de San Luis de los Jesuitas, construida en el siglo XVII, se convirtió en parroquia para reemplazar a la destruida iglesia de San Pablo. El 15 de enero de 1803, el consejo de la Fábrica de San Luis solicitó al arzobispo de París que uniese el nombre de san Pablo con el de San Luis.
Estas dos realidades son ahora inseparables para entender la historia y la arquitectura de la parroquia de San Pablo-San Luis.

### Primer edificio: iglesia Saint-Paul-des-Champs

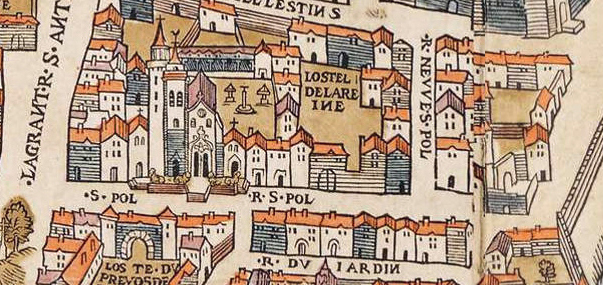
La iglesia Saint-Paul-des-Champs en el plano de Truschet y Hoyau (1550).

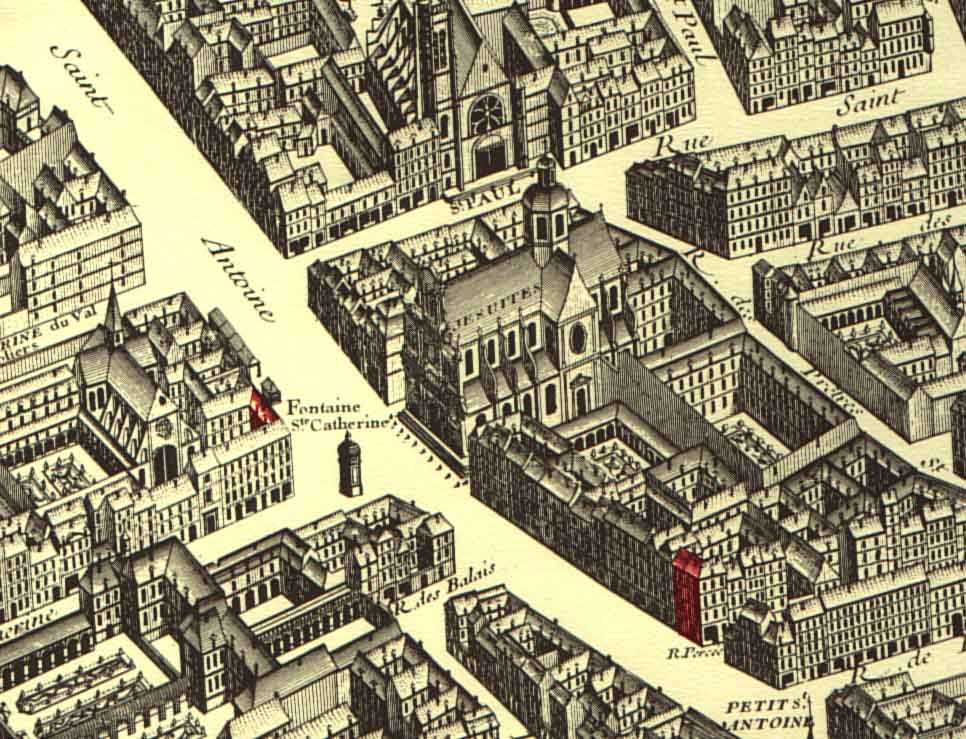
La entonces iglesia de Saint-Louis en el plano de Turgot (1734) y, arriba, la iglesia Saint-Paul-des-Champs.

El primer edificio de culto dedicado a san Pablo el Ermitaño (que había sido enterrado por san Antonio en el desierto de Egipto), fue la «capilla de San Pablo de los campos» (Chapelle Saint-Paul-des-champs) edificada alrededor de 632-642 en medio de campos de cultivo, a la altura de los actuales n.º 30-32 en la esquina de la rue Saint-Paul y de la rue Neuve-Saint-Pierre. Fue la iglesia cementerial del monasterio de San Eloi, fundado por los monjes a la altura del actual atrio del palacio de Justicia por san Eloy (Eoy de Noyon) y Dagoberto I. Desde allí, se iba en barca hasta el cementerio de la comunidad lo que era muy útil en las exequias monásticas.
Después el cementerio monacal fue olvidado, pero el patrocinio de San Pablo se mantuvo hasta el día de hoy aunque desplazándose hacia el apóstol de los gentiles. Luego, la capilla dio paso a una iglesia que se convirtió en parroquial en 1125. Fue reconstruida en 1430-1431 antes de ser vendida y demolida en 1796; la apertura de la rue Neuve-Saint-Pierre fue llevada a cabo más tarde.

Un importante cementerio estaba situado detrás de la iglesia San Pablo, donde fueron enterrados entre otros Rabelais, Jean Nicot, Hardouin Mansart.

### La iglesia actual

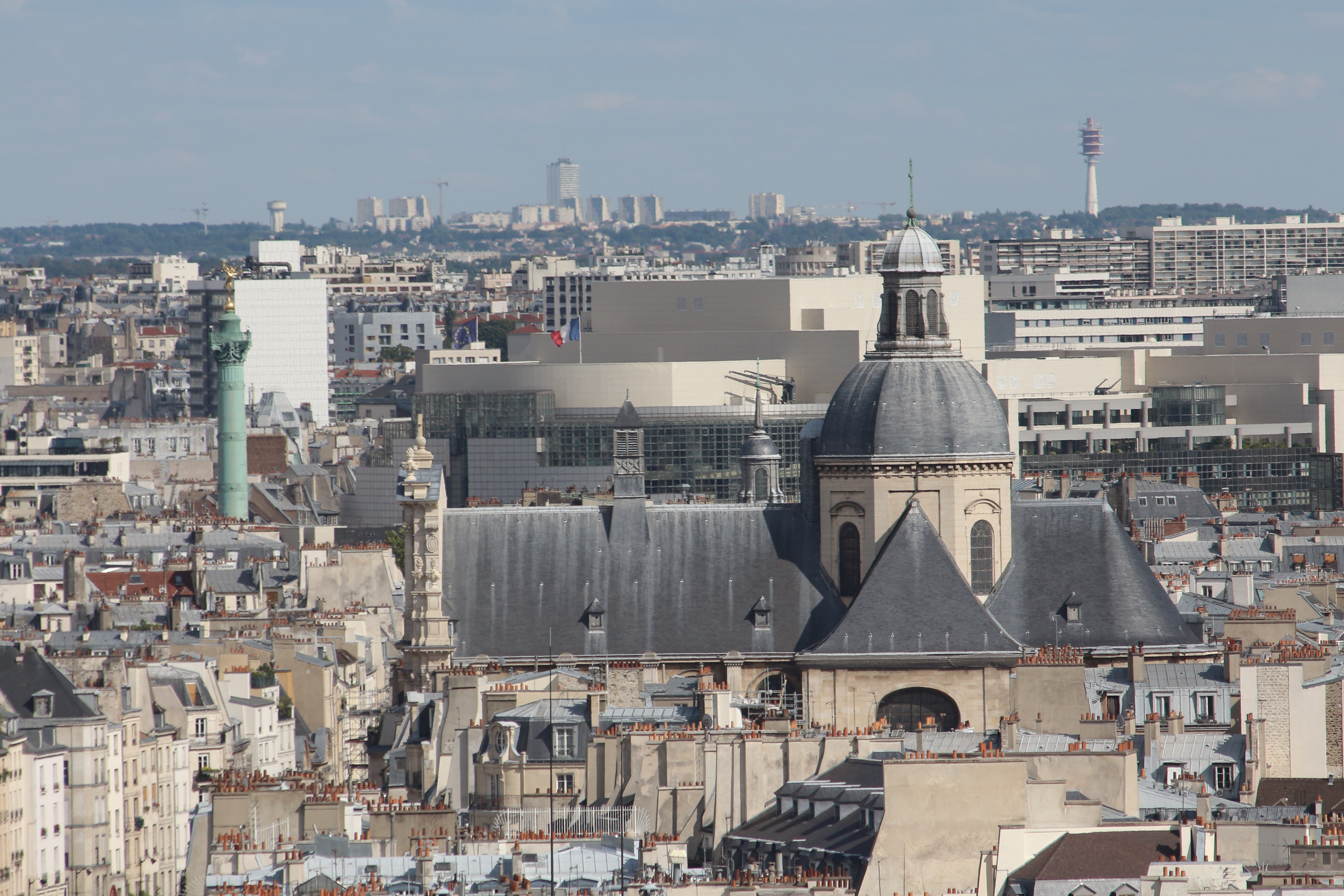
El lado oeste visto desde torre de Saint-Jacques

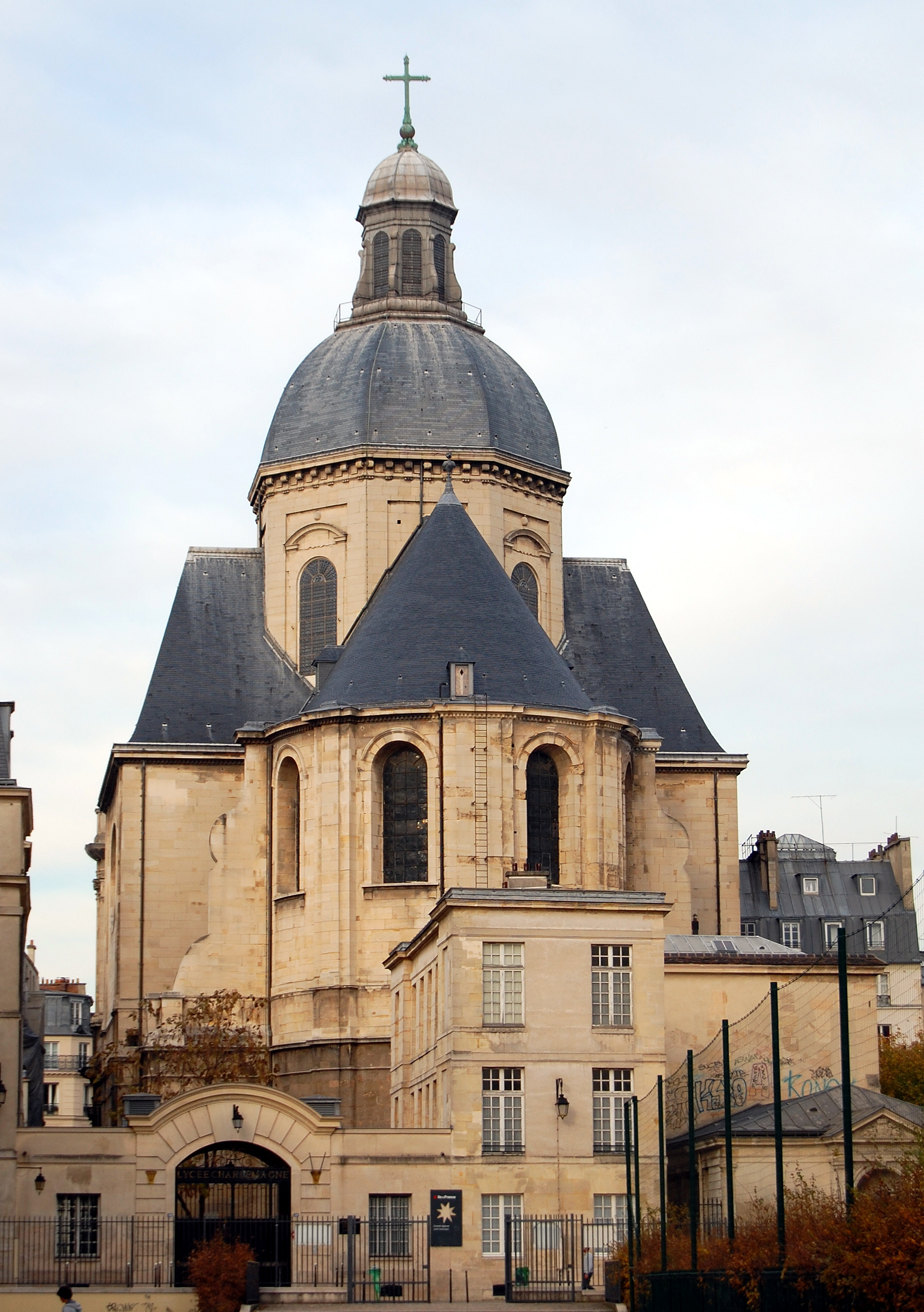
Vista de la cúpula

La primera piedra de la iglesia actual fue colocada por el cardenal Richelieu en 1627 para la Casa Profesa que los Jesuitas ocupaban cerca. Su primer nombre era también «iglesia de San Luis de la casa profesa de los Jesuitas» (église Saint-Louis de la maison professe des Jésuites).
La primera misa fue celebrada por el cardenal Richelieu el 9 de mayo de 1641, día de la Ascensión. Monseñor Ignace Cotolendi fue ordenado en la iglesia obispo el 7 de noviembre de 1660, al título de las Misiones Extranjeras de París (Missions étrangères de Paris). El predicador jesuita Louis Bourdaloue, enterrado en la cripta, predicó muchas homilías durante la Cuaresma y el Adviento, entre 1669 y 1693, y pronunció la oración fúnebre del Gran Condé en 1687. Madame de Sévigné asistió a todos sus sermones. Bossuet pronunció en ella oraciones y Esprit Fléchier también predicó allí.
Entre 1688 y 1698, Marc-Antoine Charpentier fue maestro de música en esta iglesia, como más tarde lo serán André Campra, Louis Marchand y Delalande.
Cuando los jesuitas fueron expulsados de Francia, en 1762, la iglesia fue confiada a los canónigos del convento de Santa Catalina du Val des Ecoliers.
El 2 de septiembre de 1792 cinco sacerdotes de la parroquia de San Pablo fueron asesinados durante las masacres de septiembre (hay una placa conmemorativa en la parte derecha de la iglesia), y después el culto de la Razón se instituyó allí. El culto católico se recuperó en 1802, después de que fuese firmado el Concordato de 1801 entre Francia y la Santa Sede. La iglesia fue llamada «Iglesia de Saint-Paul-Saint-Louis» en memoria de la iglesia Saint-Paul-des-camps, destruida en 1797, de la que heredó la función de iglesia parroquial.
El 15 de febrero de 1843, Léopoldine Hugo esposó a Charles Vacquerie en la iglesia en la más estricta intimidad. En esta ocasión, su padre Victor Hugo ofreció dos pilas benditas. El 10 de febrero de 1887, la iglesia fue clasificada al título de monumento histórico.

## Arquitectura

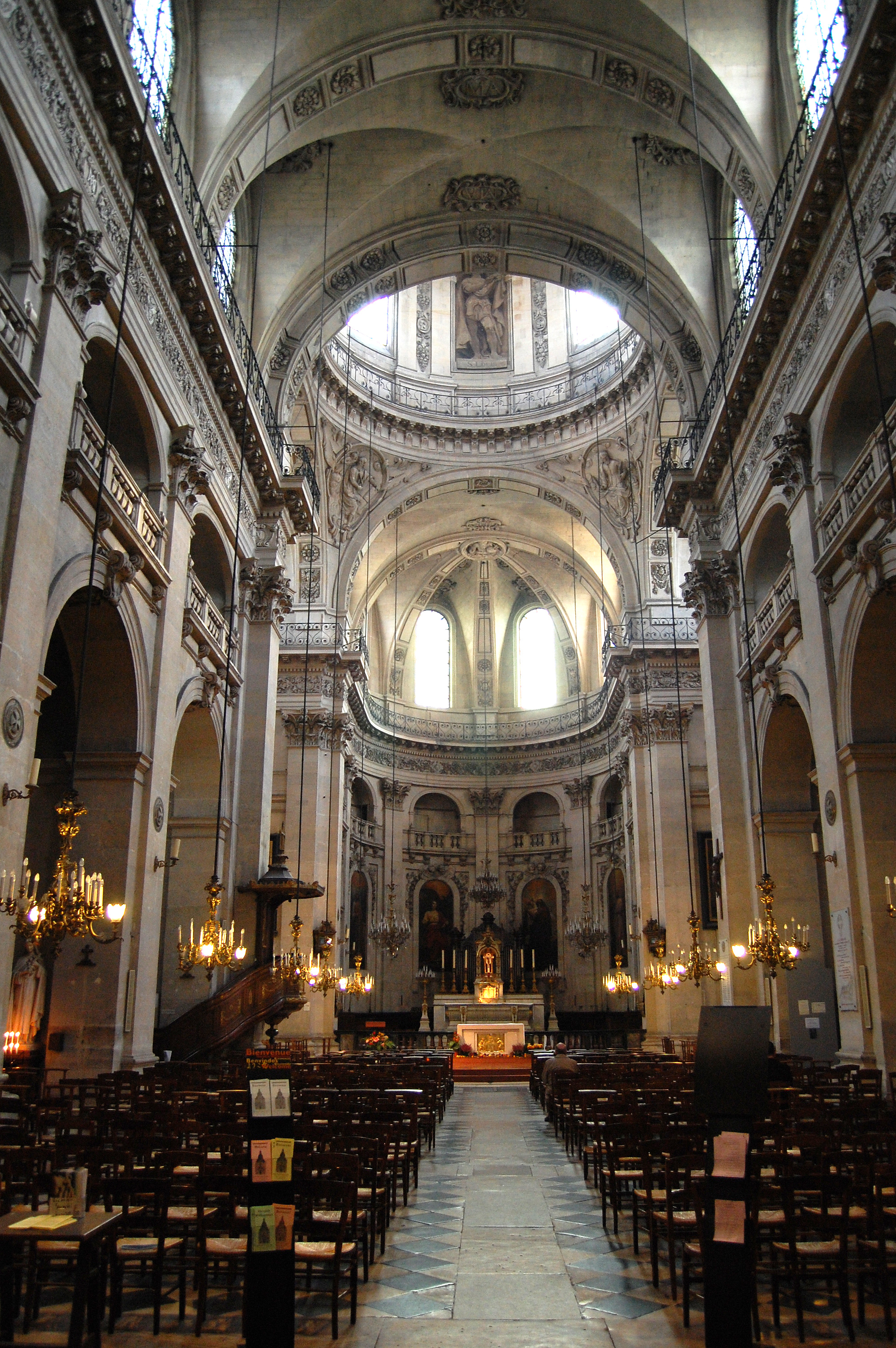
Interior de la nave, con la cúpula sobre el crucero

La iglesia muestra a la vez elementos inspirados en Italia y en las tradiciones francesas. Como ha señalado el historiador del arte André Chastel, «la orden de los Jesuitas, siempre recomendando ciertas disposiciones, estaba atenta a las tradiciones locales». Se puede comparar fácilmente con la Iglesia del Gesú de Roma, pero es más alargada en altura y anchura. La planta es un compromiso entre la nave única bordeada de capillas, presente en el Gesú, y la cruz latina de tradición francesa, sensible en el transepto estirado. Este, poco saliente, así como el ábside corto, las ventanas altas que permiten entrar abundante luz y la cúpula sobre el crucero, también recuerdan la arquitectura italiana ligeramente anterior, como la de Carlo Maderno. En cambio, las altas proporciones (la cúpula tiene 55 m) de altura) serían más afines al gótico francés.
La fachada, que fue objeto de importantes trabajos de restauración desde agosto de 2011 a octubre de 2012, se compone igualmente de una fachada italiana, pero recuerda en su verticalidad al gótico y su carácter muy adornado, a la arquitectura de los Países Bajos. La principal fuente de inspiración podría haber sido la fachada de la iglesia de Saint-Gervais-Saint-Protais de París, realizada en 1618 por Salomon de Brosse: se encuentra la misma organización en tres tramos a dos niveles para los tramos laterales y en tres para el tramo central, reforzada por un resalte y columnas acopladas. Los órdenes arquitectónicos utilizados son el corintio (en los dos niveles más bajos) y el compuesto. Victor Baltard intervino en la iglesia y se ocupó principalmente del reacondicionamiento del coro y de la restauración de la fachada.
Desde julio de 2014, un gran andamio fue colocado para examinar las vidrieras de la linterna encima de la cúpula y la cruz de la cima, que se eleva a 56 metros. Estos trabajo permitió una puesta a punto del pararrayos conforme a las normas actuales de seguridad y renovar este conjunto que no había sido objeto de estudio y trabajos individuales desde 1826.

## Patrimonio

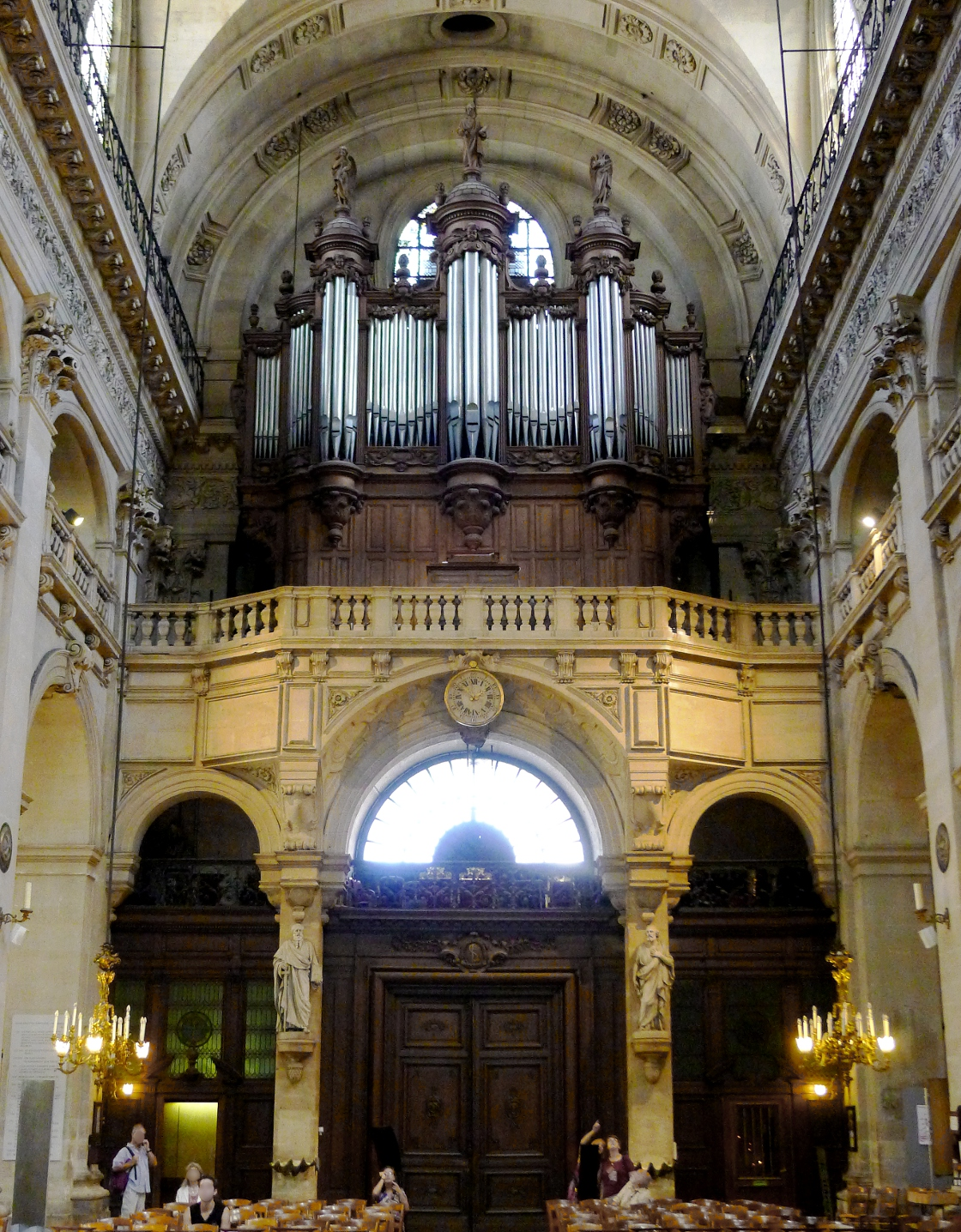
El órgano de la tribuna

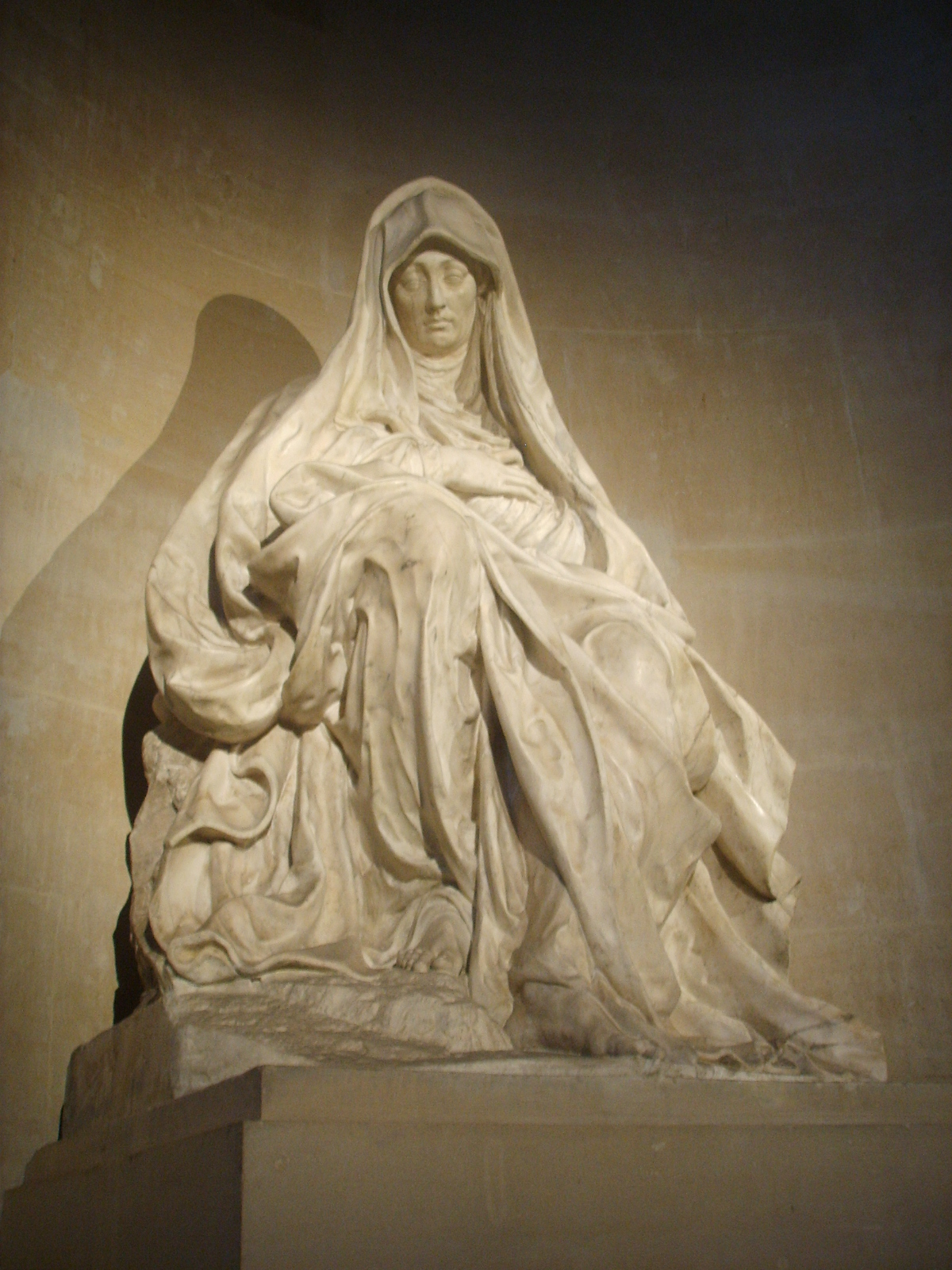
La vierge del Douleur de Germain Pilon (1586).

- el gran órgano de la tribuna: Buffet de 1867 (clasificado como monumento histórico). Órgano Martin (1871) restaurado por Danion-Gonzalez (1972- ): 3 teclados de 56 notas y pedalero de 30 notas; transmisiones eléctricas; 40 jeux (33 réels).
- El órgano de coro: órgano Krischer (siglo XIX): 2 teclados de 56 notas y pedalero de 30 notas; transmisiones mecánicas; 13 jeux.
- Una tabla de Eugène Delacroix: Le Christ en agonie au jardin des oliviers (pleno romanticismo).
- La mort de Saint Louis de Jacques de Létin
- Una Vierge douloureuse de Germain Pilon, escultor de las tumbas de los reyes del siglo XVI.
- A la derecha, una placa conmemorativa en memoria de la masacre de cinco sacerdotes durante los sucesos del 2 al 5 de septiembre de 1792, durante la Revolución francesa.
- Una curiosa inscripción casi borrada "República Francesa o la muerte" sobre el segundo pilar de la parte derecha de la nave. Data probablemente de la Comuna de París.
- Conchas de dox pilas bautismales ofrecidas por Victor Hugo con ocasión del matrimonio de su hija Léopoldine en 1843
- El mármol blanco del altar mayor, desplazado y rehecho bajo Luis Felipe, proviene de los fragmentos de la tumba del Emperador en los Inválidos.
- Bajorrelieve en bronce dorado: «Les Pèlerins d'Emmaüs» par François Anguier (1604-1669), sobre el altar mayor de cara al pueblo.
- La sacristía monumental contiene una tabla de la crucifixión de Cristo antes en la capilla de la prisión de la Bastilla , así como tres pinturas por encima de la casulla principal atribuidas a Philippe de Champaigne.
- La cripta contiene las sepulturas de jesuitas de los siglos XVII y XVIII, así como de algunos laicos.
- Una capilla para el catecismo construida en 1840 y recientemente renovada a lo largo del pasaje que une el Passage Saint-Paul con la rue Charlemagne.

Obras artísticas en la iglesia
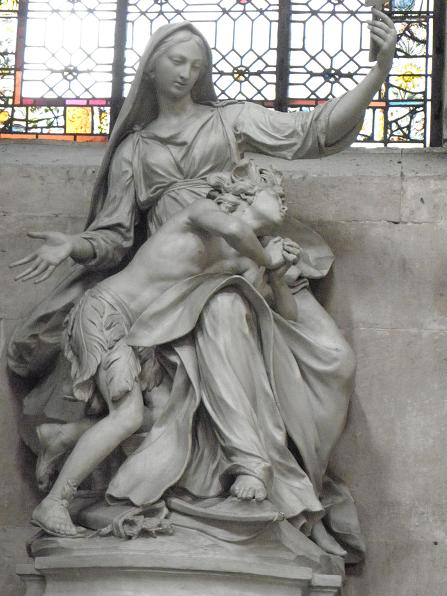
La Religion instruisant un Indien, de Nicolas-Sébastien Adam
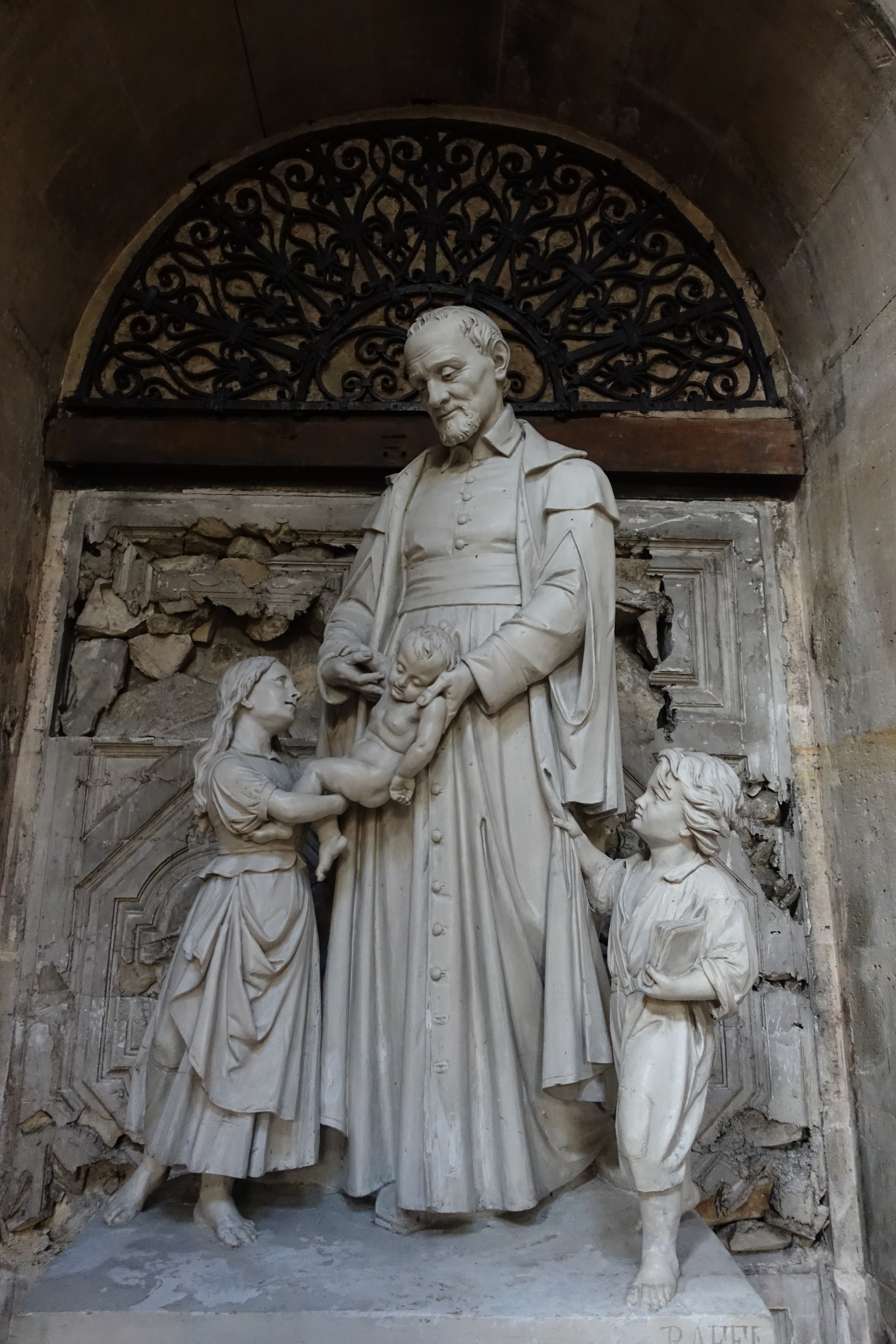
Estatua de San Vicente de paul
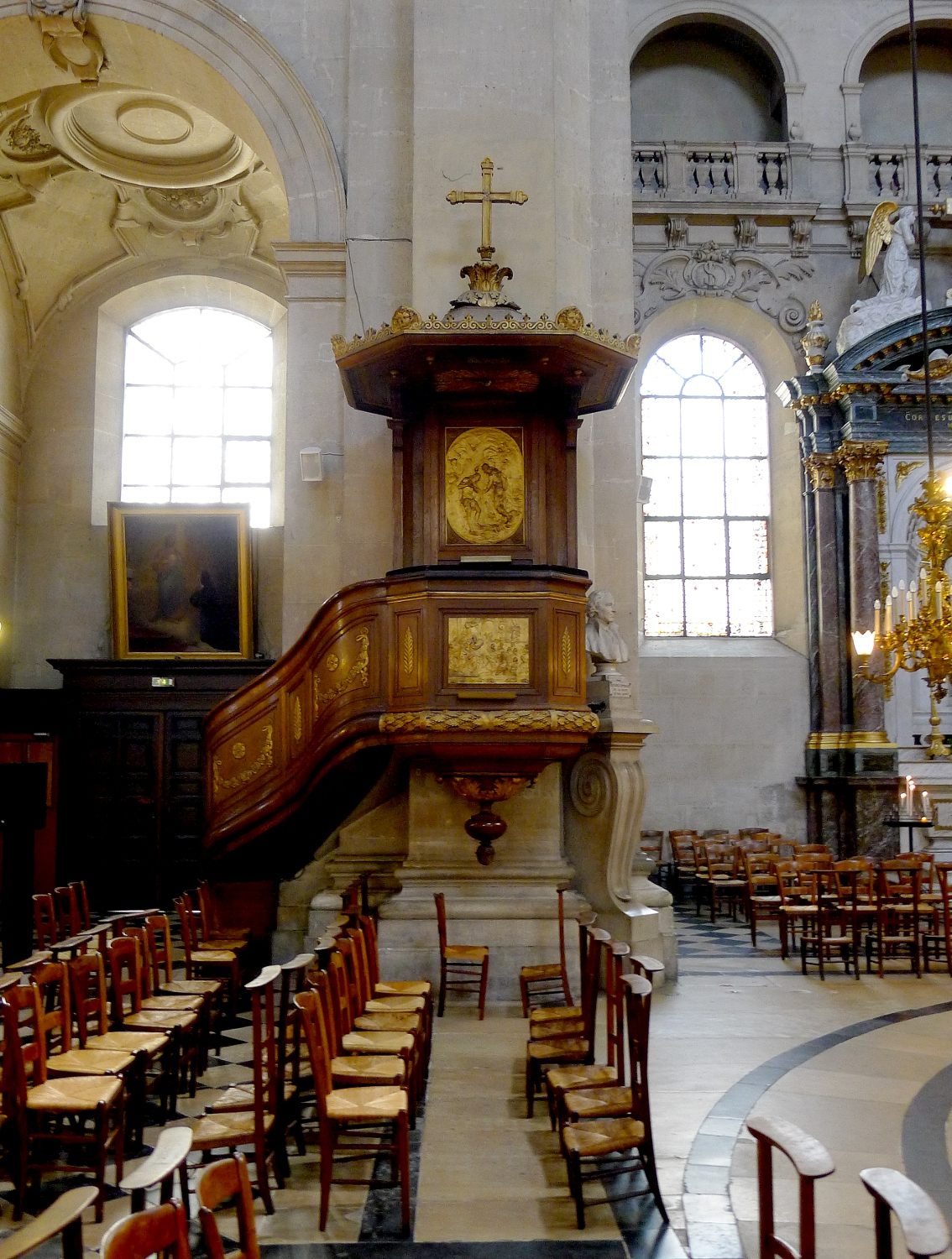
Púlpito
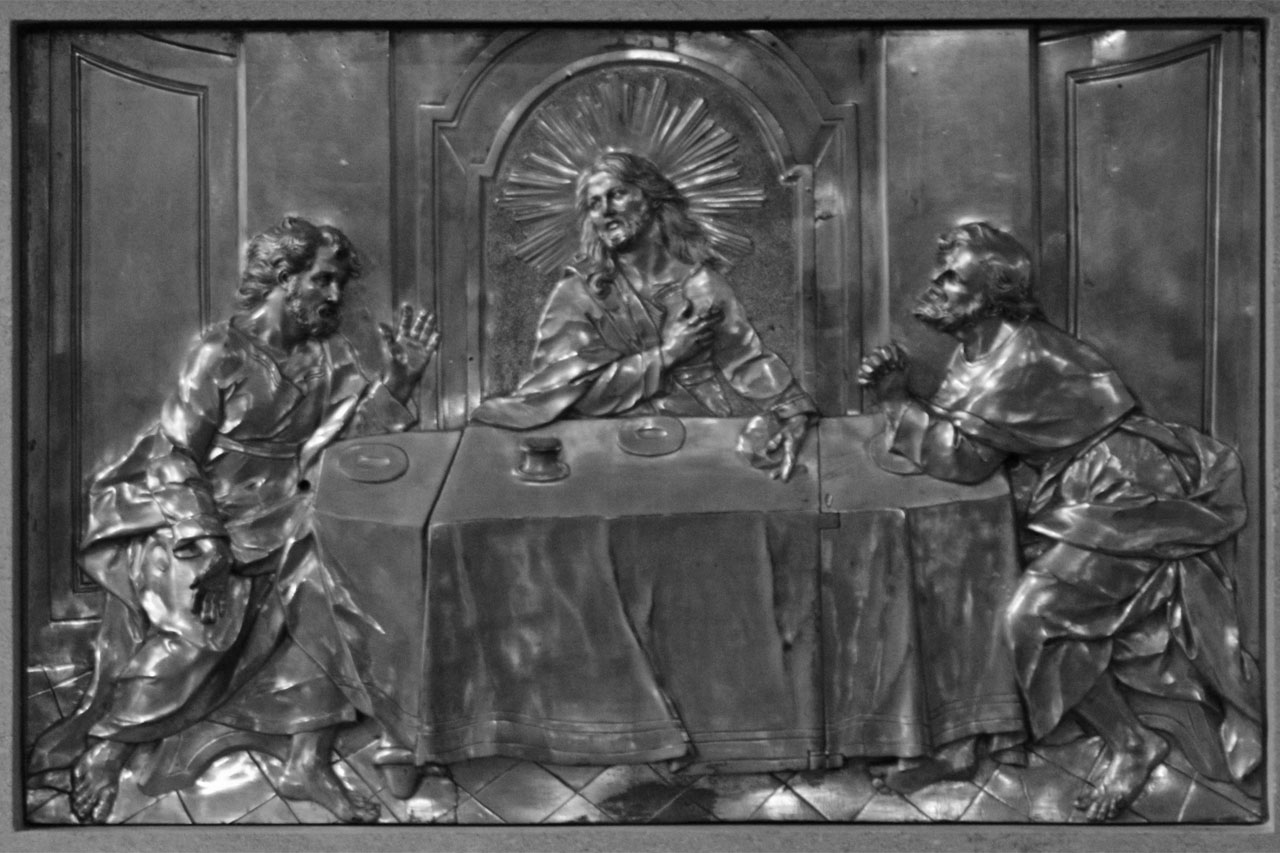
Les Pèlerins d'Emmaüs,  de Michel Anguier
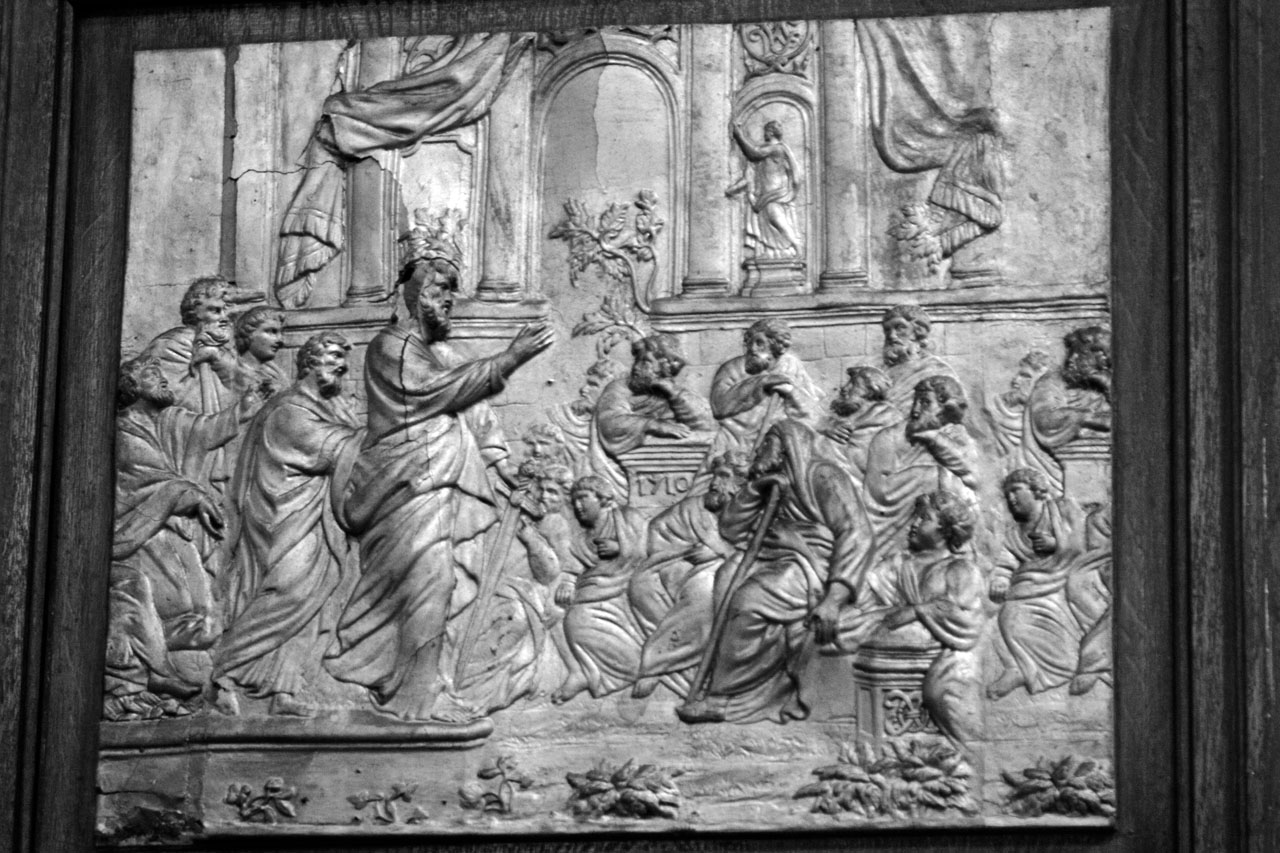
St Paul prêchant à Athènes, de Joseph-Antoine Romagnesi.

## Literatura
En la obra Les Misérables, el escritor Victor Hugo situó en esta iglesia el matrimonio entre Cosette y Marius.

## Pintura
- La cúpula de la iglesia es un tema importante en la obra del pintor Paul de Lapparent (1869-1946).

## Personalidades bautizadas en la iglesia
(lista no exhaustiva)
- Madame de Sévigné, en 1626, en la primera capilla de Saint-Louis
- Jean-Jacques Olier, fundador de los Compañía de Sacerdotes de San Sulpicio (1608-1657): 20 de septiembre de 1608.

## Galería de imágenes

Interior de la iglesia
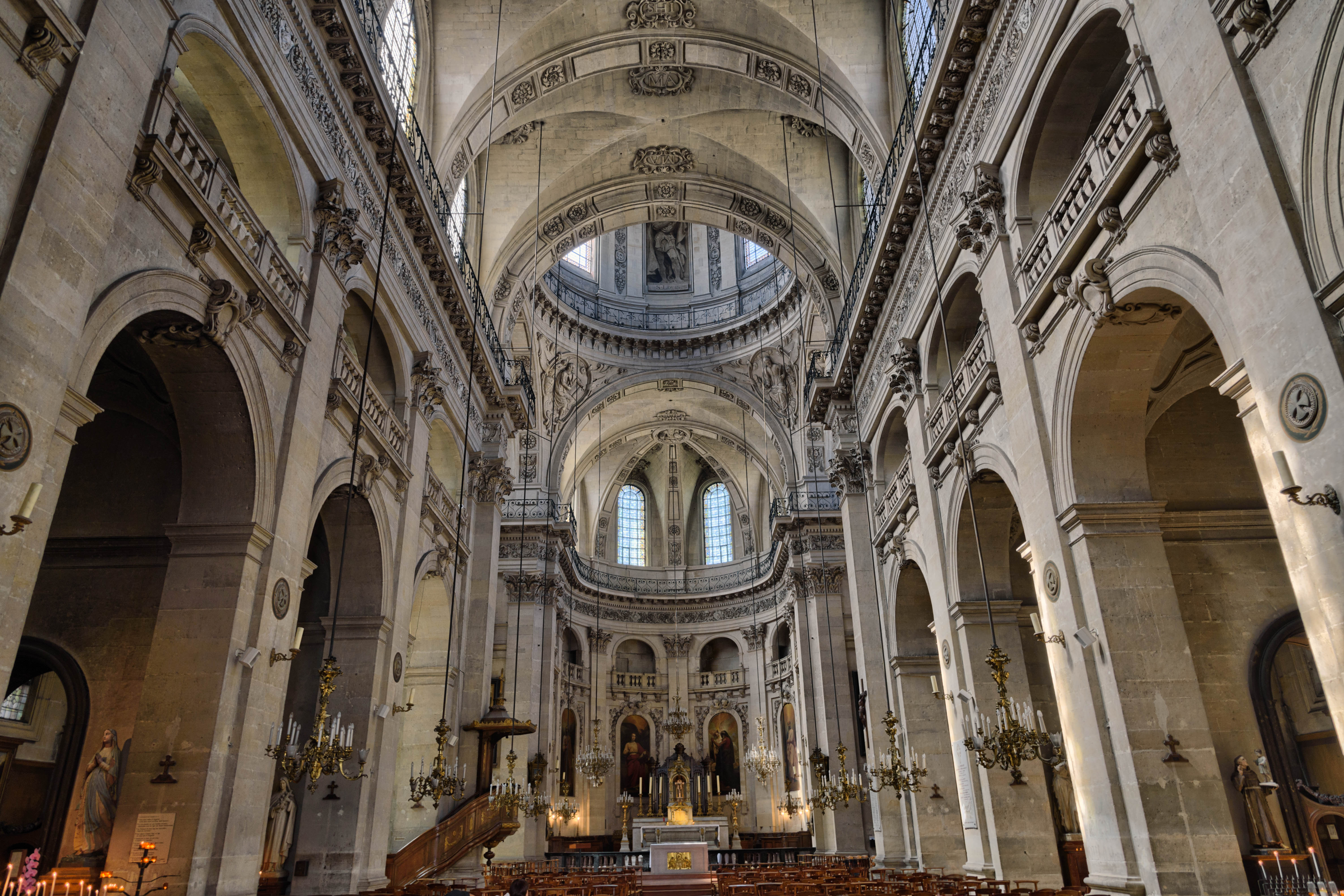
Interior
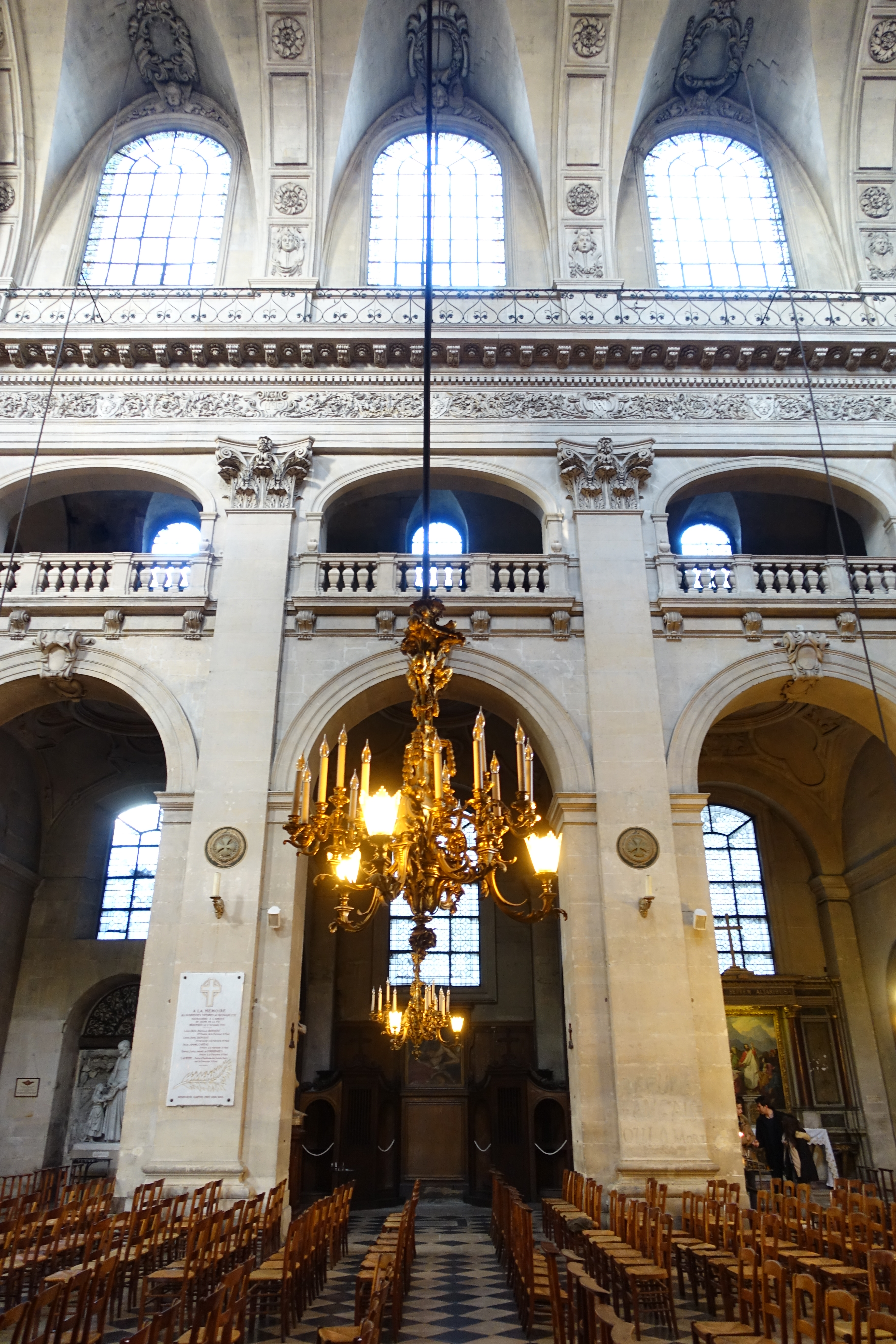
Alzado de la nave
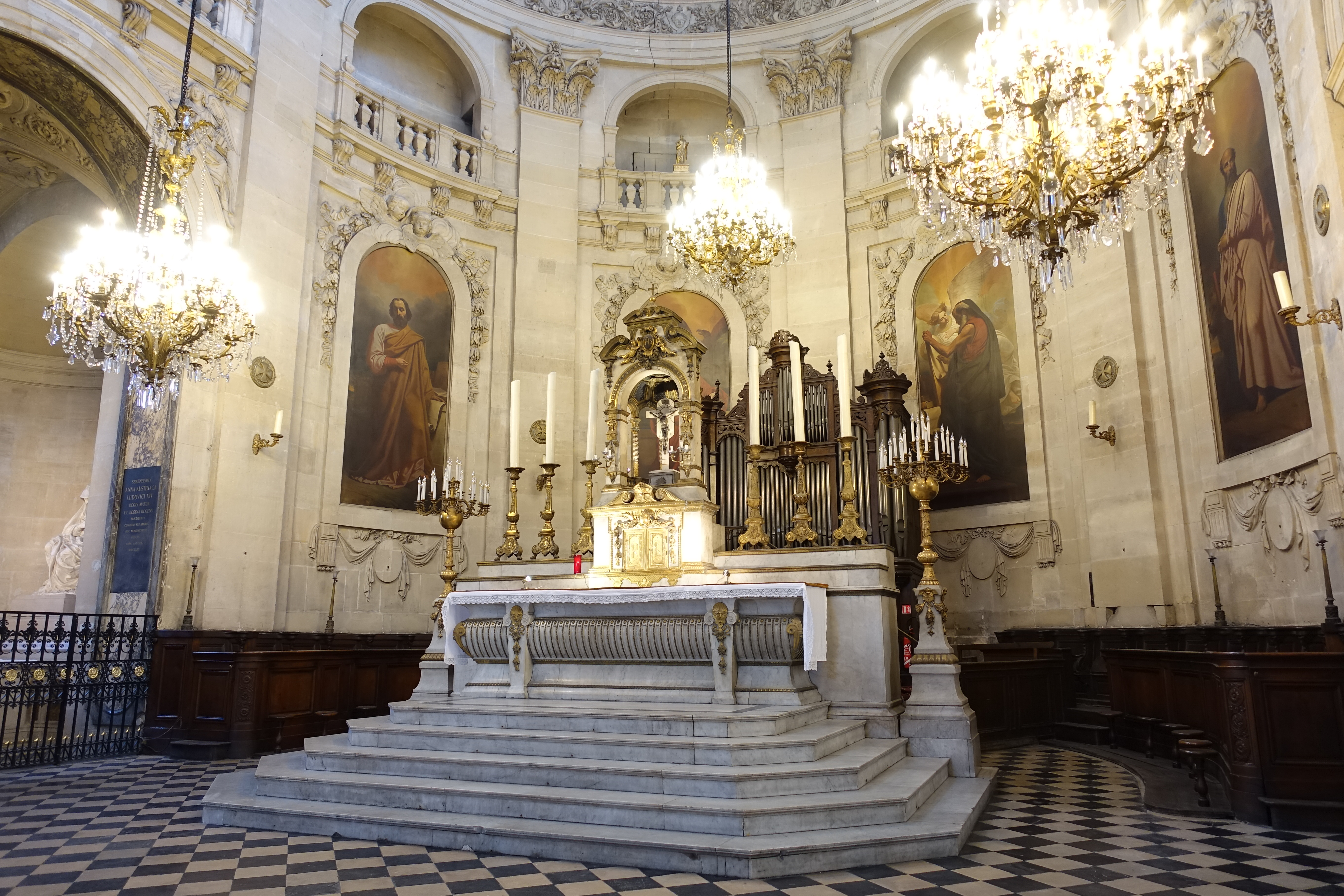
El altar mayor
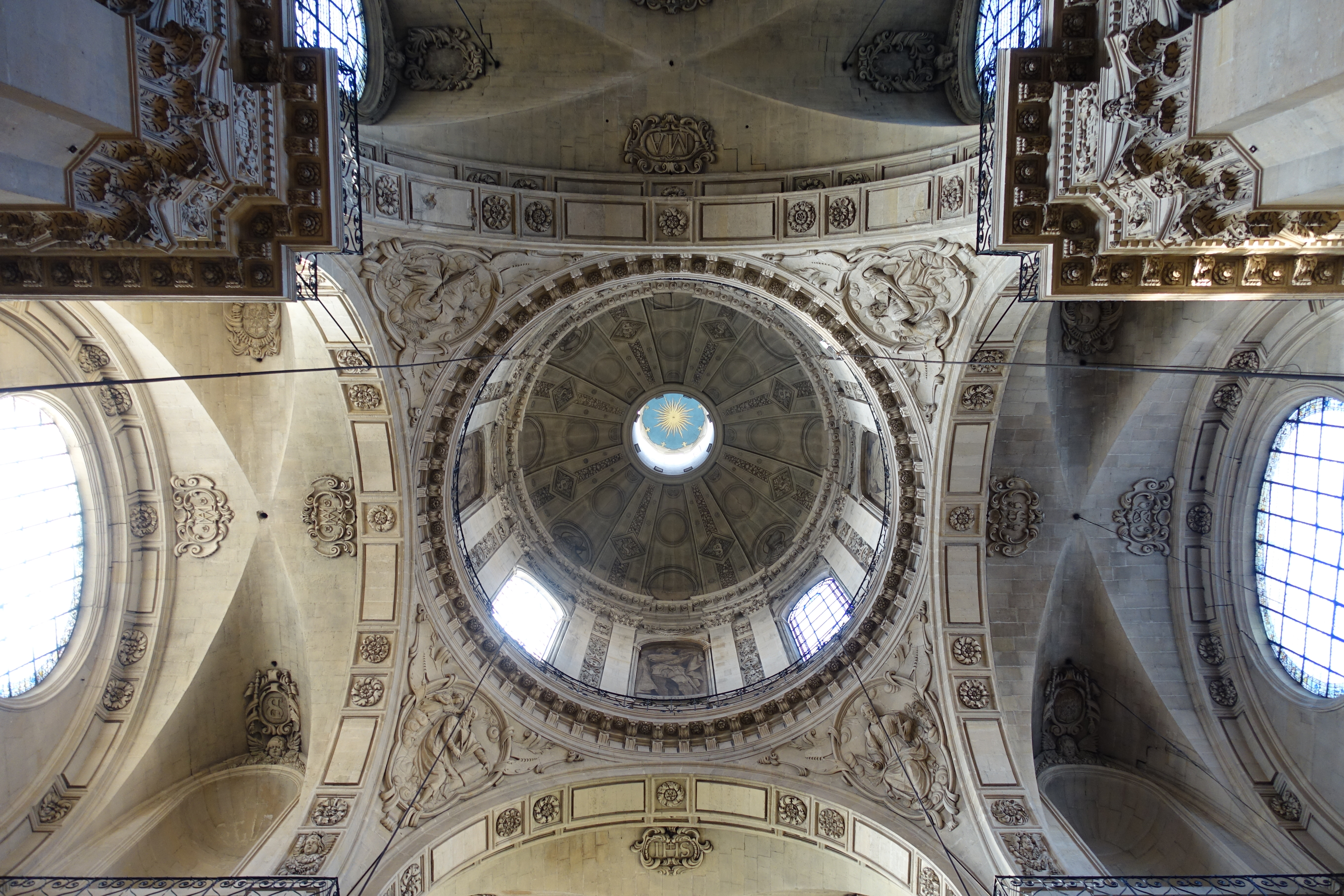
Vista interior de la cúpula sobre el crucero
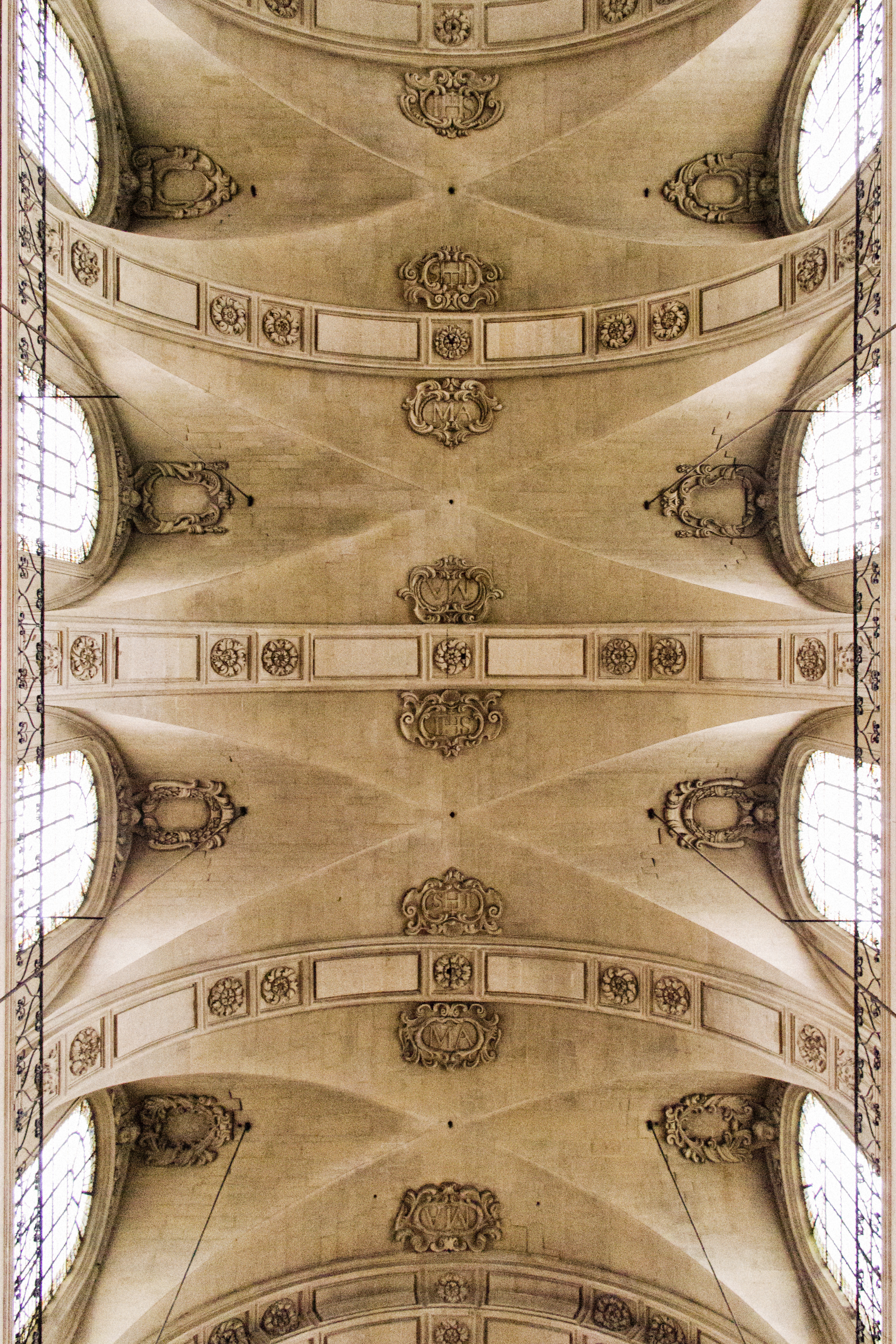
Bóvedas